# Mar de plástico (série télévisée)
 (mars 2021).
La mise en forme du texte ne suit pas les recommandations de Wikipédia : il faut le « wikifier ».
Les points d'amélioration suivants sont les cas les plus fréquents :
- Les titres sont pré-formatés par le logiciel. Ils ne sont ni en capitales, ni en gras.
- Le texte ne doit pas être écrit en capitales (les noms de famille non plus), ni en gras, ni en italique, ni en « petit »…
- Le gras n'est utilisé que pour surligner le titre de l'article dans l'introduction, une seule fois.
- L'italique est rarement utilisé : mots en langue étrangère, titres d'œuvres, noms de bateaux, etc.
- Les citations ne sont pas en italique mais en corps de texte normal. Elles sont entourées par des guillemets français : « et ».
- Les listes à puces sont à éviter, des paragraphes rédigés étant largement préférés. Les tableaux sont à réserver à la présentation de données structurées (résultats, etc.).
- Les appels de note de bas de page (petits chiffres en exposant, introduits par l'outil «  Source ») sont à placer entre la fin de phrase et le point final[comme ça].
- Les liens internes (vers d'autres articles de Wikipédia) sont à choisir avec parcimonie. Créez des liens vers des articles approfondissant le sujet. Les termes génériques sans rapport avec le sujet sont à éviter, ainsi que les répétitions de liens vers un même terme.
- Les liens externes sont à placer uniquement dans une section « Liens externes », à la fin de l'article. Ces liens sont à choisir avec parcimonie suivant les règles définies. Si un lien sert de source à l'article, son insertion dans le texte est à faire par les notes de bas de page.
- La présentation des références doit suivre les conventions bibliographiques. Il est recommandé d'utiliser les modèles {{Ouvrage}}, {{Chapitre}}, {{Article}}, {{Lien web}} et/ou {{Bibliographie}}. Le mode d'édition visuel peut mettre en forme automatiquement les références.
- Insérer une infobox (cadre d'informations à droite) n'est pas obligatoire pour parachever la mise en page.

Pour une aide détaillée, merci de consulter Aide:Wikification.
Si vous pensez que ces points ont été résolus, vous pouvez retirer ce bandeau et améliorer la mise en forme d'un autre article.
Mar de plastico est une série espagnole produite par Boomerang TV pour Antena 3 et disponible sur Netflix.

## Synopsis de la série
La première saison, tourne autour de l'enquête sur l'assassinat de Ainhoa Sánchez, fille de la mairesse d'un village fictif de la région d'Almería surnommé Campoamargo, et sur les conflits d'intérêts qui surgissent entre les immigrants et la population locale. Dans la deuxième saison, la série propose un nouvel assassinat, qui va être traité dans les treize épisodes de cette saison. La série sort en simultané sur Antena 3, Neox, Nova et Mega le 22 septembre 2015.

## Distribution

### Principaux
- Rodolfo Sancho (VF : Raphaël Cohen) : Héctor Aguirre
- Belén López (VF : Emmanuelle Rivière) : Marta Ezquerro
- Pedro Casablanc (VF : Gabriel Le Doze) : Juan Rueda
- Nya de la Rubia (VF : Karine Texier) : Lola Requena
- Lucho Fernandez (VF : Fabrice Fara) : Salva Morales
- Patrick Criado (VF : Arnaud Laurent) : Fernando Rueda
- Jesús Castro (VF : Fred Colas) : Lucas Morales (saison 1)
- Federico Aguado : Sergio Rueda
- Andrea del Río (es) (VF : Audrey Sourdive) : Pilar Salinas
- Yaima Ramos (VF : Flora Kaprielian) : Fara Okembe (saison 1)
- Will Shephard (es) (VF : Namakan Koné) : Khaled Okembe
- Eva Martín (es) (VF : Rafaèle Moutier) : Carmen Almunia (saison 1)
- Lisi Linder : Agneska Spassky
- Máximo Pastor : Nacho Torres
- Jesús Carroza (VF : Romain Altché) : Manuel "Lolo" Requena
- Andrea Ros (VF : Alexia Papineschi) : Mar Sánchez (saison 1)
- José Chaves : Amancio Morales (saison 1)
- Luka Peros (VF : Fabrice Lelyon) : Eric (saison 1)
- Miquel Fernández (es) (VF : Jean-Alain Velardo) : Pablo Torres
- Adelaida Polo (VF : Zina Khakhoulia) : Sol Requena (saison 2)
- Florin Opritescu (es) : Vlad Dragić (saison 2)

### Récurrents
- Mara López (VF : Lila Lacombe) : Ainhoa Sánchez
- Julio Vélez (VF : Michel Laroussi) : Antonio Requena
- Elías Pelayo (VF : Bertrand Dingé) : Francisco Salinas
- Boré Buika (es) : Teodoro
- Gala Évora (VF : Audrey Le Bihan) : Remedios "Reme"
- Marina Esteve : Paula
- Ángela Vega (VF : Nathalie Gazdik) : Manuela
- Oti Manzano : Asunción
- Alain Hernández : Jorge Díaz
- Jorge Suquet : Álvaro Conesa
- Verónica Moral (VF : Sara Viot) : Marisa
- Fernando Cayo : Luis San José

## Tournage
Les lieux du tournage se situent dans divers endroits de la province d'Almería : Níjar, Vícar, La Mojonera et Le Ejido. Les scènes d'intérieur ont été tournées à Madrid. En novembre 2015  une deuxième saison est confirmée, elle voit le jour le 12 septembre 2016.

## Saisons
| Saisons | Saisons | épisodes | sortie               | Fin                  | Audience moyenne | Audience moyenne | Audience moyenne |
| Saisons | Saisons | épisodes | sortie               | Fin                  | Spectateurs      | part d'audience  |                  |
| ------- | ------- | -------- | -------------------- | -------------------- | ---------------- | ---------------- | ---------------- |
|         | 1       | 13       | 22 septembre 2015    | 22 décembre 2015     | 3 755 000        | 21,4%            |                  |
|         | 2       | 13       | 12 septembre 2016    | 19 décembre 2016     | 2 891 000        | 17,5%            |                  |
| Total   | Total   | 26       | 22 septembre de 2015 | 19 septembre de 2016 | 3 323 000        | 19,5%            |                  |

## Synopsis saisons 1 et 2

### Première saison
Tout commence dans une chaude nuit à Campoamargo,la ville qui accueille une importante population étrangère qui travaille comme intérimaire dans l'agriculture, dans l'entreprise de Juan Roule, un puissant chef d'entreprise de la région. Ainhoa Sánchez Almunia (Mara López), fille de la mairesse de la ville, se rend à un rendez-vous dans les serres. Les lumières s'éteignent et la jeune est attaquée pendant la panne d'électricité. Le lendemain Héctor Aguirre Millán —Rodolfo Sancho–, sergent de la Garde civile et chef de la Police Judiciaire arrive au village.
Héctor est un ex-combattant de la guerre d' Afghanistan qui traîne un tortueux passé dans sa vie personnelle et professionnelle. Pour lui commence l'enquête la plus difficile et dangereuse de sa carrière, et déchiffrer les motifs qui ont conduit l'assassin à perpétrer le crime deviendra sa principale préoccupation. Tous dans le village sont suspects.
Tout au long de la saison, on découvre que les personnages en lien avec Ahinoa, on leur propre histoire apportant à la série encore plus mystère et incertitude.
La première saison est composée de treize épisodes :
- Cap. 1: Las primeras 48 horas (72 minutes), comme Ahinoa est victime d'un crime, dans les serres de Campoamargo, Héctor, le nouveau chef de la Garde civile, découvre d'importantes informations.
- Cap. 2: Fumigación. (71 minutes)
- Cap. 3: Reconstruccion. (70 minutes)
- Cap. 4: La prueba. (66 minutes).
- Cap. 5: La camara (68 minutes).
- Cap. 6: Confianza (71 minutes).
- Cap. 7: La mano (71 minutes).
- Cap. 8: El pasado (68 minutes).
- Cap. 9: La fosa. (69 minutes).
- Cap. 10: Fuera de combate. (69 minutes).
- Cap. 11: Boris E. (68 minutes).
- Cap. 12: Se cierra el circulo. (70 minutes).
- Cap. 13: La caza del hombre. (65 minutes).

### Deuxième saison
Après la fin de l'enquête et l'incarcération de l'assassin d'Ainhoa, le calme revient à Campoamargo. Pourtant, un autre crime secoue le petit village agricole : Marta Ezquerro (Belén López (es)), l'ingénieure agronome, apparaît morte dans une benne à ordure avec un fort coup dans sur la tête.
La peur et la surprise s'installent à nouveau dans le village. De nouveau, n'importe qui, —hormis, évidemment, celui qui est en prison—, peut avoir été l'assassin et la peur s'empare des habitantes du village qui craint d'autres victimes.
La deuxième saison est composée de treize épisodes :
- Cap. 1: El regreso (73 minutes)
- Cap. 2: Barislav 4 (76 minutes)
- Cap. 3: Cowboy De Medianoche (70 minutes)
- Cap. 4: La trituradora (72 minutes)
- Cap. 5: Quid Pro Quo (72 minutes)
- Cap. 6: Pit bull (70 minutes)
- Cap.7: Vlad (68 minutes)
- Cap. 8: El dia de la ira (73 minutes)
- Cap. 9: Marta (74 minutes)
- Cap.10: Yo confieso (70 minutes)
- Cap.11: Cazado (71 minutes)
- Cap.12: Cristina (69 minutes)
- Cap.13: Quién mató a Marta? (80 minutes)